# Cirque Nock
Le Cirque Nock ou Circus Nock est un cirque très populaire en Suisse. Il est, par sa taille et par sa qualité, le deuxième cirque du pays, avec un chapiteau pouvant accueillir 1600 personnes.

## Histoire
Son histoire complexe trouve ses racines au XVIIe siècle dans la dynastie Nock. Le cirque voyage depuis 1860 environ à travers la Suisse ; c’est d'ailleurs le plus vieux cirque sous tente de Suisse. Dès cette époque le cirque Nock possédait des éléphants et quelques girafes.
Après être passé par de nombreuses épreuves et crises, notamment pendant la Première Guerre mondiale, le cirque Nock reprend des couleurs à partir de 1954.
La direction actuelle est assurée par les trois sœurs Nock : Verena, Franziska et Alexandra, succédant à Franz et Verena Nock-Hochstrasser et Elvira Schneider-Nock. On note également la présence de Lelo Nock-Hohenheim au sein d’une entreprise qui se trouve être florissante au sein du monde du spectacle en Suisse. Sa ménagerie, très diverse, comportait tigres, zèbres, zébus, kangourous. Elle a été repensée dans les années 2000 : afin de garantir de meilleures conditions aux animaux, elle ne comporte plus que chevaux, chameaux et zèbres. Sa centaine d’employés se déplace dans toute la Suisse parcourant ainsi 2 500 km par saison. Le cirque Nock est le seul cirque suisse d'importance à se rendre dans certaines vallées des Grisons, ce qui lui a valu le surnom de "cirque qui franchit les Alpes". Longtemps caractérisé et reconnaissable par ses couleurs jaune et rouge, le chapiteau du cirque Nock est depuis 2014 blanc et rouge. Les quartiers d'hiver du cirque Nock se trouvent à Oeschgen (Argovie). [pas clair]
Nock propose un spectacle moderne et reconnu pour sa qualité. Depuis quelques années, il a renoncé à engager des numéros de fauves, qu'il était le dernier en Suisse à proposer régulièrement. Dans les années 90, les clowns musicaux Les Rossyann s'y sont produits durant quelques années.
En 2014, des scènes du film La Rançon de la gloire (avec Benoît Poelvoorde et Chiara Mastroianni) de Xavier Beauvois ont été tournées au cirque Nock.
Le 10 mai 2019, la famille Nock annonce la fin de ses activités, pour des raisons notamment financières.

## Personnalités liées au cirque Nock
- Spidi : À la fin des années 1970, la famille Wetzel assure des tâches d'intendance pour le cirque : le père est monteur du chapiteau et la mère cuisinier. Le jeune garçon Peter, qui deviendra plus tard le clown Spidi, découvre ainsi la vie quotidienne des forains et d'un cirque[1].